# Maigret voit rouge
Pour plus de détails, voir Fiche technique et Distribution.
Maigret voit rouge est un film franco-italien réalisé par Gilles Grangier et sorti en 1963. Il est adapté du roman Maigret, Lognon et les Gangsters de Georges Simenon.

## Synopsis
Paris, la nuit dans le quartier près de la gare du Nord, un inconnu est abattu par des tueurs circulant en automobile. L'inspecteur Lognon adjoint du commissaire Maigret patiente au coin de la rue, quand une fusillade retentit subitement avant qu'une grosse automobile américaine de marque Chevrolet parte en trombe, avec trois inconnus à son bord. La victime s'écroule aussitôt car criblé de balles. Le corps de l'homme disparaît mystérieusement pendant que l'inspecteur prend le temps d'alerter ses services.
Maigret est immédiatement chargé de l'affaire et il procède conformément à ses méthodes, à une investigation de l'environnement immédiat et du milieu sans doute impliqué.  La seconde voiture qui a récupéré la victime est une Citröen DS de couleur blanche. La plaque minéralogique est identifiée. Cette information conduit l'adjoint Lognon jusqu'à un bar du quartier Montmartre et d'une rue de Pigalle. L'établissement louche est dirigé par Américain d’origine sicilienne. Rapidement, l'enquête dévoile que sa jolie tenancière Lily héberge l'équipe de criminels. Le commissaire met en évidence que ce sont bien ces malfrats américains qui ont poursuivi la victime. Toutes les apparencent portent sur un règlement de compte entre gangsters. Il reste à déterminer et expliquer leurs objectifs et pour quelles raisons ce crime a été commis dans la capitale.
Lognon est enlevé par les malfrats et sévèrement molesté. Après de périlleuses péripéties, le commissaire Maigret va réussir à mettre en évidence pourquoi et comment des gangsters de Saint-Louis-Missouri cherchent à récupérer à Paris, un témoin essentiel contre un ponte de la mafia, surveillé et protégé en réalité par les services du FBI en mission à Paris.

Principaux rôles
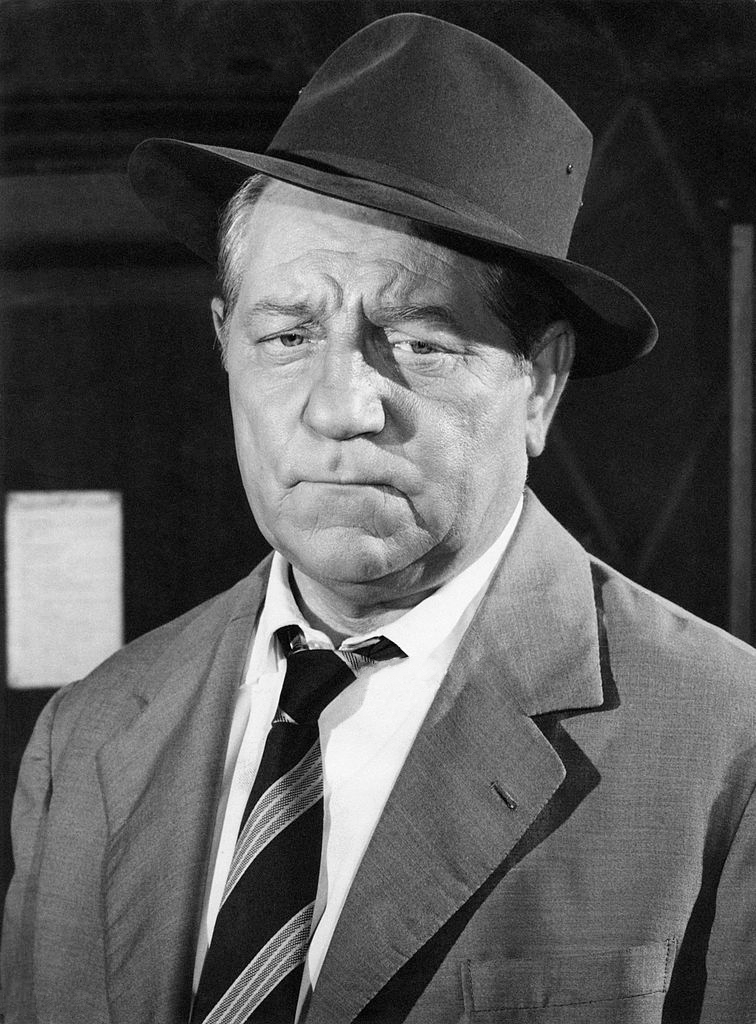
Jean Gabin (Commissaire Maigret)
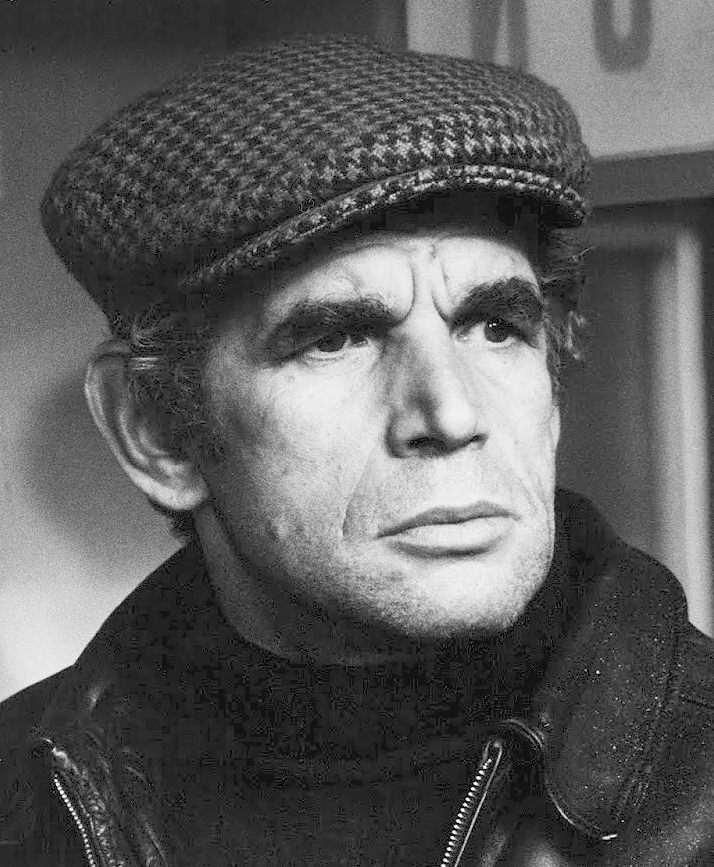
Michel Constantin (Cicéro, l'Américain)
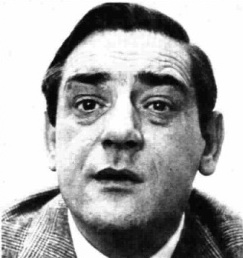
Vittorio Sanipoli (Pozzo, tenancier de bar)
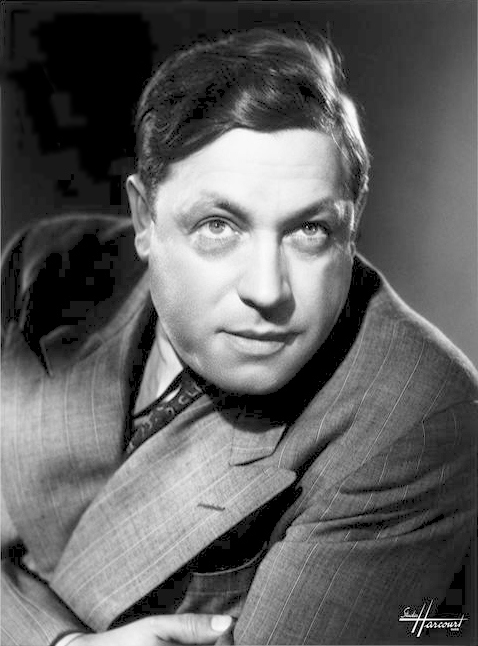
Paul Frankeur (commissaire Bonfils)
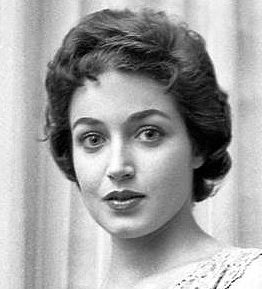
Françoise Fabian (Lily, barmaid)
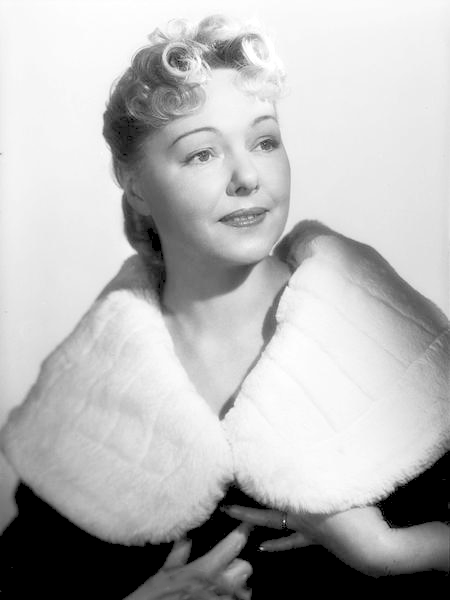
Paulette Dubost (patronne d'hôtel)
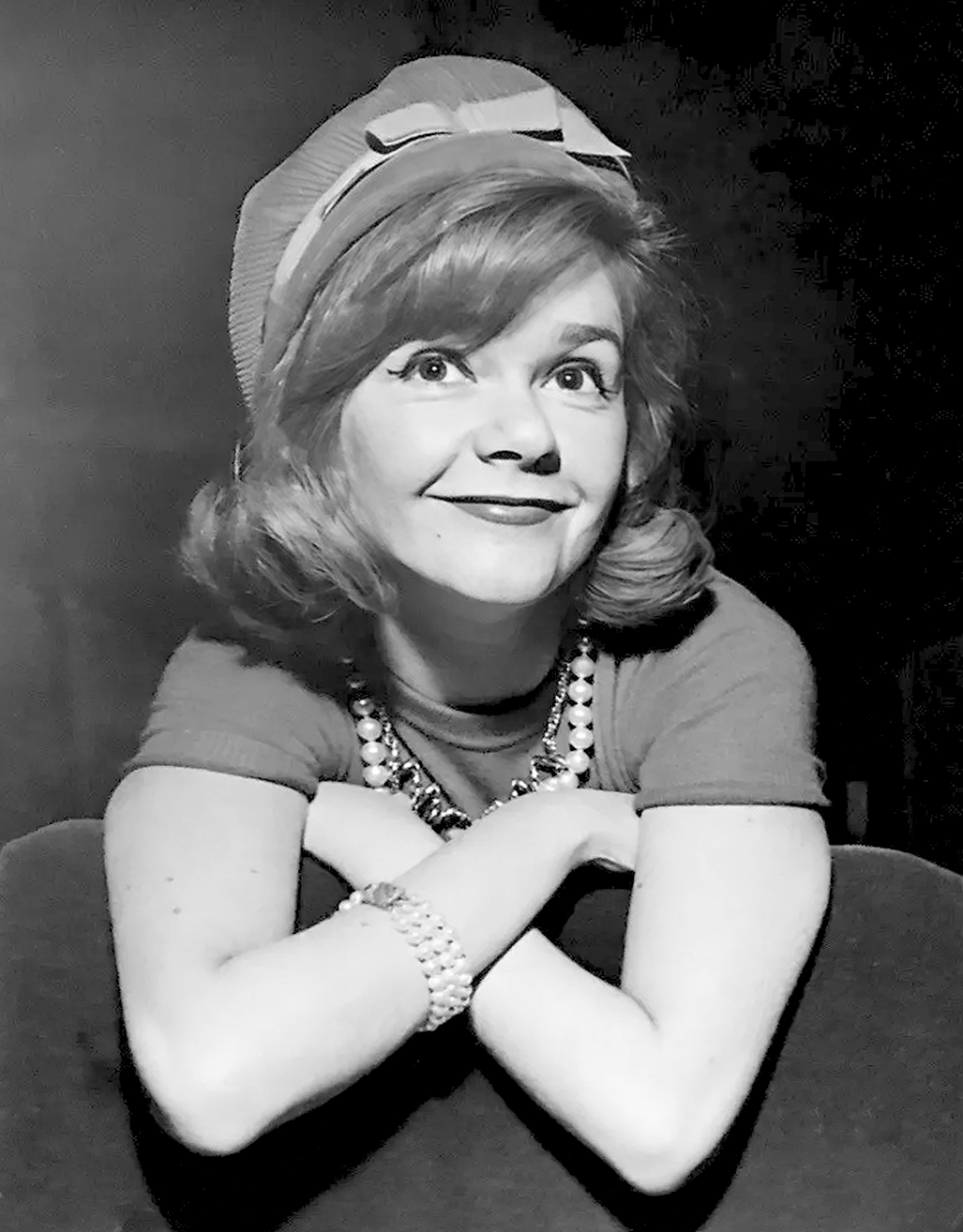
Laurence Badie (Lucienne)
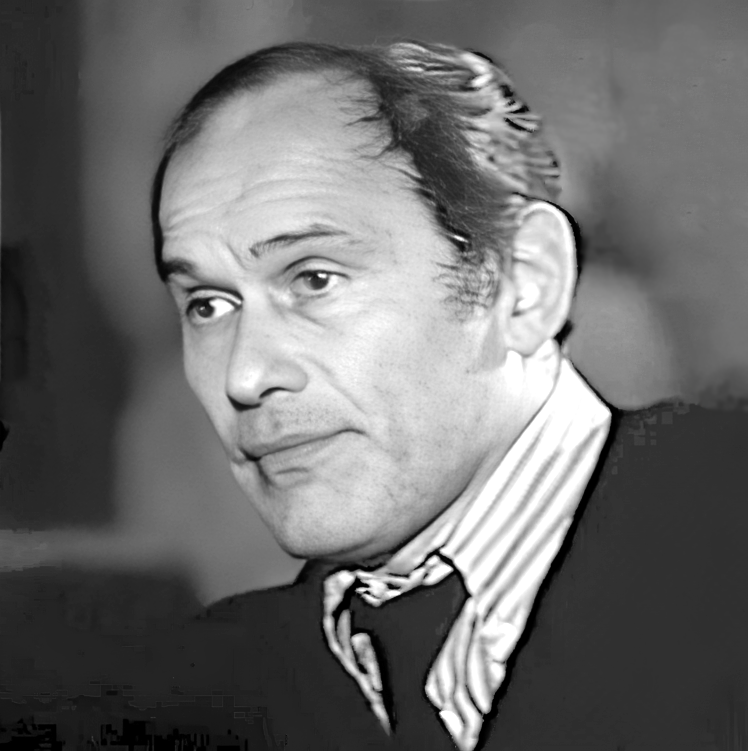
Marcel Bozzuffi (inspecteur Torrence)
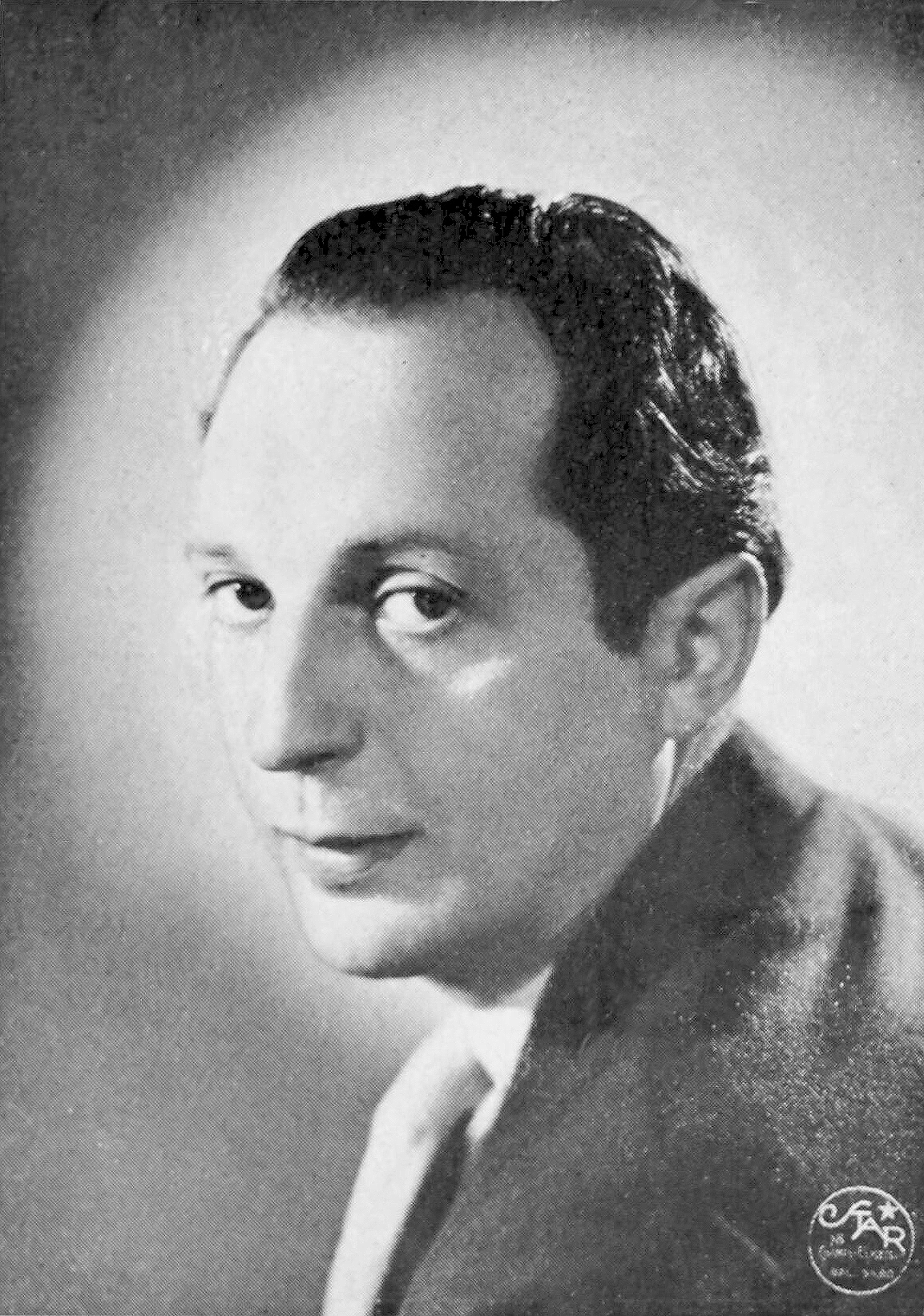
Roland Armontel (docteur Fezin)
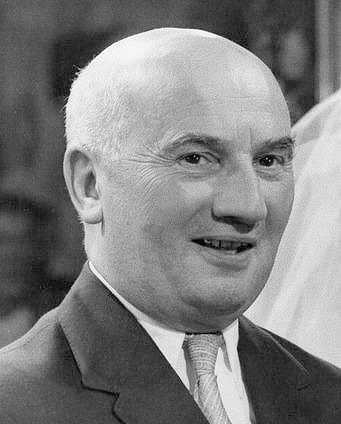
Harry-Max (Curtiss)
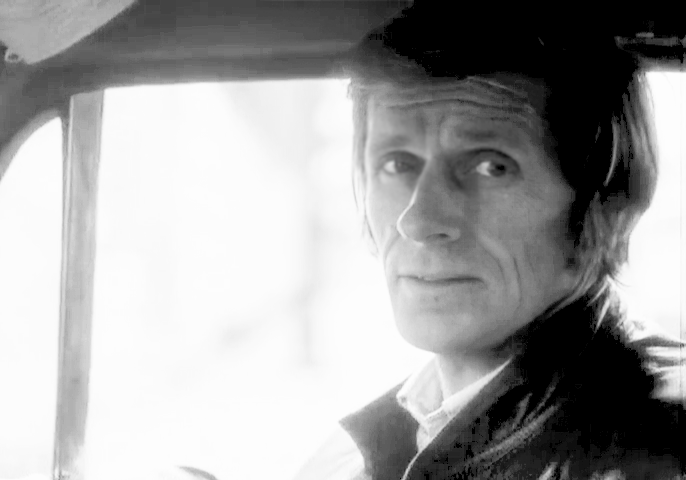
Edward Meeks (Bill Larner)

## Fiche technique
- Réalisation : Gilles Grangier
- Scénario : D'après le roman de Georges Simenon Maigret, Lognon et les Gangsters
- Adaptation : Jacques Robert, Gilles Grangier
- Dialogues : Jacques Robert
- Assistants réalisateurs : Serge Piollet, Jean Pourtalé
- Images : Louis Page
- Opérateur : Marc Champion, assisté de Pierre Charvein
- Son : Jean Rieul, assisté de Vartan Karakeusian
- Perchman : Marcel Corvaisier
- Décors : Jacques Colombier, assisté de Jean Forestier, Henri Sonois
- Montage : Marie-Sophie Dubus, assistée de Andrée Davanture
- Musique : Francis Lemarque, Michel Legrand (Éditions Robert Salvet)
- Script-girl : Martine Guillou
- Administrateur : Maurice Cordaze
- Ensemblier : Albert Volpert, Jean Chaplain
- Régisseur général : Pierre Cottance
- Régisseur adjoint : René Pascal
- Secrétaire de production : Fanchette Brie
- Photographe de plateau : Marcel Dole
- Maquillage : Yvonne Gasperina, Janine Casso
- Accessoiriste : René Albouze
- Textes anglais et sous-titres : Norbert Terry
- Pellicule 35 mm - noir et blanc
- Enregistrement S.O.R, studios de Boulogne
- Tirage : Laboratoire de Gennevilliers
- Production : Les Films Copernic (Paris) - Titanus Films (Rome), (Franco-Italienne)
- Directeur de production : Georges Charlot
- Producteur délégué : Raymond Danon
- Première présentation le 18 septembre 1963
- Durée : 85 minutes
- Genre : Policier
- Affiche : Jouineau Bourduge (France)

## Distribution
- Jean Gabin : le commissaire Maigret
- Michel Constantin : Cicéro, l'Américain
- Vittorio Sanipoli : Pozzo, le tenancier du bar
- Paul Frankeur : le commissaire Bonfils
- Guy Decomble : l'inspecteur Lognon
- Françoise Fabian : Lily, la barmaid, maîtresse de Bill
- Paulette Dubost : la patronne de l'hôtel
- Laurence Badie : Lucienne
- Rickie Cooper : Charlie, l'Américain
- Marcel Bozzuffi : l'inspecteur Torrence
- Roland Armontel : le docteur Fezin
- Jacques Dynam : l'inspecteur Lucas
- Harry-Max : Curtiss
- Paul Carpenter : Harry McDonald, diplomate américain
- Edward Meeks : Bill Larner, l'Américain
- Carlo Nell : le garçon du Manhattan
- Charles Bouillaud : le pharmacien
- Albert Michel : le concierge de l'hôtel
- Jean-Louis Le Goff : un inspecteur
- André Dalibert : un inspecteur
- Roger Dutoit : Bidoine
- Louis Viret : le patron du café (non crédité)
- Henri Lambert : l'inspecteur Groussard
- Jacques Bertrand : un inspecteur (non crédité)
- Paul Pavel : un inspecteur (non crédité)
- Marcel Gassouk : Riquet (non crédité)
- Marcel Bernier : un inspecteur (non crédité)
- Marc Arian : l'employé des cartes grises (non crédité)
- Georges Guéret : un inspecteur (non crédité)
- Jean Minisini : un inspecteur (non crédité)
- Raymond Pierson : l'agent du commissariat (non crédité)
- Roland Malet : un agent (non crédité)
- Édouard Francomme : un consommateur (non crédité)
- Jean-Jacques Steen : (non crédité)
- Pierre Vernet : (non crédité)
- Brad Harris : (non crédité)

## Éditions vidéo
Maigret voit rouge sort en digibook DVD/Blu-ray chez Coin de Mire Cinéma le 4 septembre 2020.